# Comișani
Comișani è un comune della Romania di 5 306 abitanti, ubicato nel distretto di Dâmbovița, nella regione storica della Muntenia.
Il comune è formato dall'unione di 2 villaggi: Comișani e Lazuri.